# Stephan Schulzer von Müggenburg
Stephan Schulzer von Müggenburg (förnamnet stavas även Stefan, Stjepan och István; efternamnet även Šulcer-Migenburg), född den 19 december 1802 i Viduševac, Kungariket Kroatien, död den 5 februari 1892 i Vinkovci i Kungariket Kroatien och Slavonien, var en ungersk-kroatisk armeofficer och mykolog.
Auktorsnamnet Schulzer kan användas för Stephan Schulzer von Müggenburg i samband med ett vetenskapligt namn inom botaniken; se Wikipediaartiklar som länkar till auktorsnamnet.

## Levnad
Schulzers far var officer av tyskt ursprung (från Magdeburg via Österrike) och gav honom god hemundervisning. När han var femton år dog fadern och han blev kadett i Olmütz och hade 1839 avancerat till kapten (hauptmann). 1841 skadades han vid en brand och förlamades. Han återhämtade sig genom vattenbehandling och erhöll 1848 ett uppdrag att uppföra militärinstitut, varefter han blev kommendant för flera av dessa.
1931 blev han intresserad av svampar då han fick se Die eßbaren Schwämme des Oesterreichischen Kaiserstaates av Leopold Trattinnick i en bokhandel, vilket ledde till att han blev den främste dåtida mykologen i Österrike-Ungern. 

## Verk
- Systematische aufzählung des Schwämme Ungarns, Slavoniens und des Banates, welche diese Länder mit anderen gemein haben 1857.
- Beiträge zur Pilzkunde 1860.
- Mycologische Beobachtungen für 1864 1864.
- Die bisher bekannten Pflanzen Slavoniens 1866, med August Kanitz och József Armin Knapp.
- Mykologische Miscellen. 1866.
- Mykologische Beiträge 1870.
- Mykologische Beobachtungen aus Nord-Ungarn im Herbste 1869 1870.
- Icones selectae Hymenomycetum Hungariae fyra delar, 1873-1877, publicerade av Károly Kalchbrenner.
- Mykologisches : die heutige Gattung Agaricus 1882.
- Das Unangenehmste Erlebniss auf der Bahn meines Wissenschaftlichen forschens : eine Beleuchtung unserer mycologischen Zustände 1886.
- Einige Worte über die Magyarhon Myxogasterei irta hazslinszki Frigyes Esperies 1877 1886.
- Berichtigungen Helvellaceen 1886.

Utöver ovanstående (och åtskilliga andra) publikationer, skrev han ett verk om Ungerns och Slavoniens svampar, omfattande 1800 arter och illustrerat av honom själv, vilket dock inte gavs ut utan det förvärvades 1869 av den ungerska vetenskapsakademin, varefter en del av det publicerats i verk av Károly Kalchbrenner.

## Eponym
Giacomo Bresadola uppkallade släktet Schulzeria (nu ansett som synonym till Leucoagaricus) efter Schulzer.
Bland arter som uppkallats efter honom märks:
Amphisphaeria schulzeri, Camarophyllopsis schulzeri, Camarosporidiella schulzeri, Leptoporus schulzeri, Myrmecridium schulzeri och Ramularia schulzeri.